# Zinn(II)-chlorid
Zinn(II)-chlorid (veraltet: Zinnchlorür) ist ein Chlorid des Zinns, das Zinnsalz der Salzsäure. Es bildet farblose oder grauweiße, fettig glänzende Kristalle.

## Gewinnung und Darstellung
Wasserfreies Zinn(II)-chlorid erhält man durch Erhitzen von Zinn in Chlorwasserstoff:
{\displaystyle \mathrm {Sn+2\ HCl\longrightarrow SnCl_{2}+H_{2}} }
Aus wässriger Lösung fällt das Dihydrat aus.
In Sodafabriken, die nach den Leblanc-Verfahren arbeiteten, füllte man granuliertes Zinn in irdene Gefäße und leitete Salzsäuredämpfe aus den Sulfatöfen ein, worauf man die abgelassene Lösung von Zinn(II)-chlorid zur Kristallisation brachte. Auch aus Weißblechabfällen, die drei bis fünf Prozent Zinn enthalten, wird Zinn(II)-chlorid mit Salzsäuredämpfen gewonnen.
Zinn(II)-chlorid kommt als feste Salzmasse oder in Lösung mit überschüssiger Salzsäure in den Handel. Es ist farblos, schmeckt unangenehm metallisch, wird an der Luft feucht, schmilzt bei 40 °C, wird bei 100 °C völlig oder beinahe wasserfrei und bildet bei schnellem Erhitzen auf 100 °C Oxidchlorid, aus dem bei höherer Temperatur wasserfreies Zinn(II)-chlorid abdestilliert.
Es löst sich leicht in Ethanol und in wenig Wasser, gibt mit mehr Wasser ein saures Chlorid und unlösliches, weißes, basisches Zinn(II)-chlorid und nur bei Gegenwart von Salzsäure, Weinsäure oder Salmiak eine klare Lösung. Die Kristalle und die Lösung absorbieren an der Luft Sauerstoff unter Bildung von unlöslichem, weißem Oxichlorid, das in Gegenwart von Salzsäure und Zinn wieder reduziert wird.

## Eigenschaften

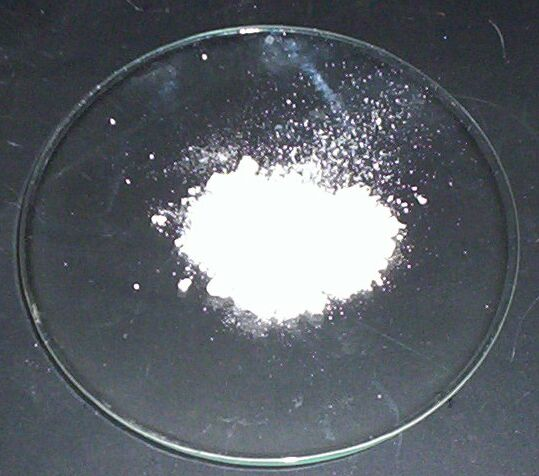
Zinn(II)-chlorid

In reinem Zustand schmilzt kristallines Zinn(II)-chlorid bei 246 °C. Das monokline Zinn(II)-chlorid-dihydrat schmilzt bei 40 °C und verdampft bei höherer Temperatur unter Zersetzung. Es zeigt unter UV-Licht eine blaue Fluoreszenz.
Zinnspäne lösen sich in warmer Salzsäure, und die Lösung gibt beim Verdampfen große, durchsichtige Kristalle von Zinn(II)-chlorid-dihydrat. Dieses Zinnsalz wird großtechnisch dargestellt, indem Zinn in Salzsäure gelöst wird, wobei das Metall stets im Überschuss vorhanden sein muss, da die Lösung bei Gegenwart von etwas granuliertem Zinn bis 75 oder 78 °C verdampft und das Salz zur Kristallisation bringt.
Zinn(II)-chlorid ist ein starkes Reduktionsmittel, das bereits an der Luft oxidiert. Es kann Quecksilbersalze bis zum metallischen Quecksilber reduzieren.
Da Zinn(II)-Ionen amphoter sind, kann sich in alkalischen bis leicht sauren Lösungen das Zinnhydroxychlorid (basisches Zinnchlorid) bilden:
{\displaystyle \mathrm {SnCl_{2}+H_{2}O\longrightarrow Sn(OH)Cl+HCl} }
Das sog. basische Zinnchlorid ist kaum wasserlöslich. Diese Reaktion ist der Grund für das Eintrüben von wässrigen Zinnchloridlösungen. Durch ein leichtes Ansäuern z. B. mit Salzsäure oder Weinsäure kann das Ausfällen des Hydroxychlorids verhindert werden.
Durch Luftsauerstoff erfolgt in wässriger bzw. salzsaurer Lösung leicht die Oxidation zu Zinn(IV)-chlorid.
Die sauren Bedingungen verhindern das Ausfallen des basischen Zinnsalzes:
{\displaystyle \mathrm {2\ SnCl_{2}+O_{2}+4\ HCl\longrightarrow 2\ SnCl_{4}+2\ H_{2}O} }

## Verwendung
Zinn(II)-chlorid wird im Labor als Reduktionsmittel verwendet. In der Galvanik dient es zur elektrolytischen Verzinnung.
Zinn(II)-chlorid dient in der chemischen Analyse, in der Färberei zur Reduktion des Indigos und von Eisen- und Manganoxid auf Zeugen, als Beizmittel, namentlich zum Färben mit Cochenille, zum Avivieren und Rosieren, auch zur Darstellung von Goldpurpur und Lackfarben, als Antichlor und zum Entfernen von Rostflecken aus Wäsche.
Zinn(II)-chlorid, das in konzentrierter Salzsäure gelöst ist, dient in der Bettendorfschen Probe als Nachweismittel für Arsen. Dabei kommt es zu einer Braunfärbung der Lösung, da Zinn(II)-chlorid die Arsenverbindung reduziert und so elementares Arsen ausfällt. Störende Elemente sind nur Quecksilber und Edelmetalle. Mit diesem Reagenz lässt sich auch Sesamöl nachweisen, da sich die Lösung beim Unterschichten mit Sesamöl rot färbt.
{\displaystyle \mathrm {As_{2}O_{3}+3\ SnCl_{2}+6\ HCl\longrightarrow 2\ As+3\ SnCl_{4}+3\ H_{2}O} }
In der Lebensmitteltechnik wird es als Antioxidationsmittel, Säuerungsmittel und Stabilisator eingesetzt, wobei es Verfärbungen bei weißen Gemüsekonserven (z. B. Spargel) verhindert. In der EU ist es als Lebensmittelzusatzstoff der Nummer E 512 ausschließlich für Spargelkonserven in Gläsern oder Dosen mit einer Höchstmengenbeschränkung von 25 mg/kg für den Zinnanteil im Endprodukt zugelassen. Es gilt in den üblichen Mengen als gesundheitlich unbedenklich, in großen Mengen sind jedoch Magenreizungen möglich.
Es soll in manchen Zahnpasten auch als Zahnschmelzschutz dienen.